# US Masséda
El Union Sportif Masséda es un equipo de Togo que milita en la Segunda División de Togo, el segundo torneo de fútbol más importante del país.

## Historia
Fue fundado en el año 1972 en la localidad de Masséda y nunca ha sido campeón del título Nacional pero ganó la Copa de la Independencia de Togo en el año 2007.
A nivel internacional ha participado en 1 torneo continental, la Copa Confederación de la CAF del año 2008, donde fue eliminado en la segunda ronda por el Espérance ST de Túnez.
Descendió en la Temporada 2011/12 tras no presentarse a sus 3 primeros partidos de la temporada, siendo descalificado y descendido.

## Palmarés
- Copa de la Independencia de Togo: 1

2007

## Participación en competiciones de la CAF
| Temporada | Torneo                       | Ronda      | Club         | Casa | Visita | Global |
| --------- | ---------------------------- | ---------- | ------------ | ---- | ------ | ------ |
| 2008      | Copa Confederación de la CAF | Preliminar | UNB FC       | 2-0  | 1-1    | 3-1    |
| 2008      | Copa Confederación de la CAF | 1          | Issia Wazi   | 4-1  | 0-2    | 4-3    |
| 2008      | Copa Confederación de la CAF | 2          | Espérance ST | 1-0  | 1-6    | 2-6    |